# Broach
Broach é uma cratera marciana. Tem como característica 12 quilômetros de diâmetro. Deve o seu nome a Bharuch, uma cidade da Índia.